# Estación Antonio Devoto
Antonio Devoto  es una estación ferroviaria de la Ciudad de Buenos Aires. Forma parte del servicio suburbano prestado por la Línea Urquiza, que conecta a la ciudad con la zona norte del oeste del Gran Buenos Aires.

## Ubicación
La estación se encuentra en la intersección de las calles Gutenberg y Fernández de Enciso, en el barrio porteño de Villa Devoto.

## Servicios
Presta servicio de pasajeros en el ramal eléctrico suburbano entre las estaciones Federico Lacroze y General Lemos de la Línea Urquiza.

## Historia
Fue inaugurada con el nombre  por el Ferrocarril Central de Buenos Aires. La estación poseía un edificio principal de estilo ferroviario, con alero, que fue demolido a mediados del siglo pasado. La construcción actual data de 1973, cuando todas las estaciones fueron modificadas para recibir a los nuevos trenes eléctricos de la línea. 

## Imágenes

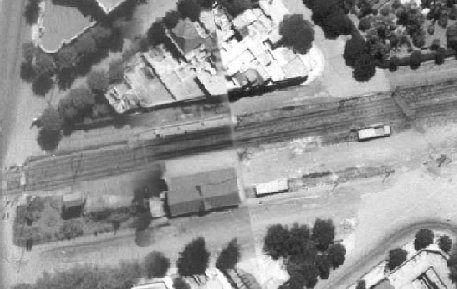
La estación original (1940)
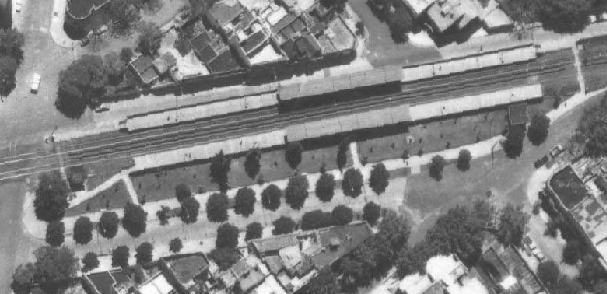
Panorama general hacia 1978
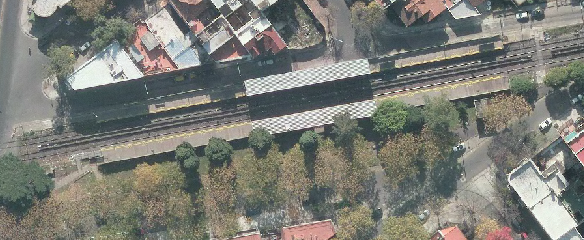
En la actualidad (año 2013)